# Pycnogonum microps
Pycnogonum microps är en havsspindelart som beskrevs av Loman, J.C.C. 1904. Pycnogonum microps ingår i släktet Pycnogonum och familjen Pycnogonidae. Inga underarter finns listade i Catalogue of Life.